# Auf einem Baum ein Kuckuck
«Auf einem Baum ein Kuckuck» (в переводе с нем. — «На дереве кукушка») — немецкая народная песня.

## Из истории песни
В 1838 году немецкий композитор и музыкальный педагог Людвиг Эрк впервые опубликовал текст песни, полученный из устного источника.
Росту популярности произведения способствовало наличие в нём повторяющейся строки из «бессмысленных слогов <…> которые, будучи пропеты в быстром темпе, приобретали характер скороговорки».
Песня, прежде считавшаяся шуточной, в XX веке стала известна как детская, школьная, походная или дорожная. Наибольшего признания она получила после окончания Второй мировой войны (этот период продлился до середины 1960-х годов).

### Композиторы и исполнители
Обработкой произведения занимались такие композиторы, как Эрнст Пеппинг, Йоахим-Дитрих Линк. Песня вошла в репертуар таких современных исполнителей, как Nena, Рио Райзер, Ханнес Вадер, группа Singer Pur.

## Параллели в произведениях европейского фольклора
Произведение имеет немало общего с одной из шведских детских песенок, задокументированной не позднее 1886 года. В ней в роли птицы, ставшей жертвой охотника, выступает ворон.

## Текст
| Auf einem Baum ein Kuckuck | Auf einem Baum ein Kuckuck Литературный перевод |
| --- | --- |
| Auf einem Baum ein Kuckuck, simsaladim bamba saladu saladim, auf einem Baum ein Kuckuck saß. Da kam ein junger Jäger, simsaladim bamba saladu saladim, da kam ein junger Jägersmann. Der schoss den armen Kuckuck, simsaladim bamba saladu saladim, der schoss den armen Kuckuck tot. Und als ein Jahr vergangen, simsaladim bamba saladu saladim, und als ein Jahr vergangen war: Da war der Kuckuck wieder, simsaladim bamba saladu saladim, da war der Kuckuck wieder da. | На дереве кукушечка, — Сим са ла дим, бам ба, са ла ду, са ла дим, — На дереве она сидела. Шёл мимо молодой стрелок, — Сим са ла дим, бам ба, са ла ду, са ла дим, — Шёл мимо молодой охотник. Он застрелил кукушечку, — Сим са ла дим, бам ба, са ла ду, са ла дим, — Он застрелил её до смерти. Но как прошёл один годок, — Сим са ла дим, бам ба, са ла ду, са ла дим, — Но как прошёл один годочек, Вновь там была кукушечка, — Сим са ла дим, бам ба, са ла ду, са ла дим, — Вновь там была кукушечка, вновь. |